# Jean Wallace
Jean Wallace (Chicago, 12 d'octubre de 1923 − Hollywood, 16 de febrer 1990) va ser una actriu estatunidenca.

## Biografia
Nascuda a Chicago, filla de John T. Walasek i Mary A. Sharkey, Jean Wallace va començar molt jove la carrera de model i va aparèixer per primera vegada a la pantalla a l'edat de disset anys en la comèdia Ziegfeld Girl (1941), produïda per la MGM, en un paper no acreditat.
Rossa i cridanera, durant els anys quaranta la Wallace no va tenir manera de donar una empenta decisiva a la seva carrera, obtenint només papers esporàdics, com el de Louisiana Belles en Louisiana Purchase (1941), una comèdia amb Bob Hope, de Poppy a Blaze of Noon (1947), una tragèdia centrada en les vivències d'un grup de pilots que feien el servei postal amb avió, i d'Edna Wallace en L'home de la Torre Eiffel (1949), amb Burgess Meredith i Charles Laughton, trama policíaca treta de la novel·la El cap d'un home de Georges Simenon, en la qual l'actriu va actuar amb Franchot Tone, amb qui s'havia casat el 1941.
El matrimoni amb Tone, del qual van néixer dos fills (Pascal Franchot i Thomas Jefferson), va ser particularment tempestuós per la Wallace, que durant aquest període va intentar suïcidar-se en dues ocasions, i va acabar el 1948 en divorci. El 1950 l'actriu es va casar amb James Randall però aquesta nova unió va durar tan sols cinc mesos.
El gir va arribar per la Wallace el 1951, quan es va casar en terceres noces amb l'actor Cornel Wilde, amb qui va aparèixer per primera vegada en el film d'aventures L'estel de l'Índia (1954), que va seguir el noir Agent especial (1955), en el paper de la dark lady Susan Lowell, parella del gàngster interpretat per Richard Comte i del detectiu encarnat per Cornel Wilde.
Encara el 1955, la parella va aparèixer en un altre thriller, Storm Fear, en el qual Wilde va actuar i va ser el director. A partir d'aquest moment, la carrera de la Wallace va queda lligada indissolublement a la de Wilde el qual, després d'haver creat una productora independent, la "Theodora Productions", va realitzar diverses pel·lícules d'aventures i d'acció, confiant a la dona el rol de protagonista femenina. La primera d'aquestes pel·lícules va ser The Devil's Hairpin (1957), una tragèdia sobre les carreres automobilístiques, seguida del film d'aventures Maracaibo (1958), on va actuar també Abbe Llanes.
La Wallace i Wilde va reaparèixer junts en la pel·lícula en Lancelot and Guinevere (1963), interpretant els rols de Ginebra i de Lancelot. La successiva col·laboració remunta el 1967 en la pel·lícula de guerra Beach Red, en el qual la Wallace va aparèixer en les seqüències en flashback en les quals el marit (sempre Wilde), enfeinat en el sanguinari front bèl·lic de les Filipines, evoca amb nostàlgia la felicitat familiar. L'actriu també va interpretar la melancòlica balada que acompanya els crèdits inicials de la pel·lícula.
La darrera pel·lícula que la Wallace i Wilde van interpretar junts va ser aquella amb què l'actriu va donar el definitiu adéu a l'escena, No Blade of Grass (1970), una història de fantasia en la qual la humanitat és a punt de ser aniquilada per un virus letal, i un grup de coratjosos intenta arribar a una granja en la qual encara és possible conrear gra no contaminat.
El matrimoni de la Wallace amb Wilde (de qui el 1967 va néixer un fill, Cornel Jr.) va concloure el 1980 amb divorci. L'actriu va morir el 14 de febrer de 1990, a l'edat de 66 anys, per una hemorràgia gastrointestinal.

## Filmografia
Les seves pel·lícules més destacades són:
- 1941: Ziegfeld Girl: noia
- 1941: Glamour Boy: Una noia
- 1941: Louisiana purchase": La belle de Louisiane
- 1946: It Shouldn't Happen to a Dog: Bess Williams
- 1947: Blaze of Noon: Poppy
- 1948: When My Baby Smiles at Me: Sylvia Marco
- 1949: Jigsaw: Barbara Whitfield
- 1949: The Man on the Eiffel Tower: Edna Wallace
- 1950: The Good Humor Man: Bonnie Conroy
- 1951: Native Son: Mary Dalton
- 1954: Star of India: Katrina
- 1955: Agent especial (The Big Combo): Susan Lowell
- 1956: Storm fear: Elizabeth
- 1957: The Devil's hairpin: Kelly James
- 1958: Maracaibo: Laura Kingsley
- 1963: Lancelot and Guinevere: Reine Guinevere
- 1967: Beach Red: Julie MacDonald